# Paul-Gerhardt-Kirche (Ludwigshafen)

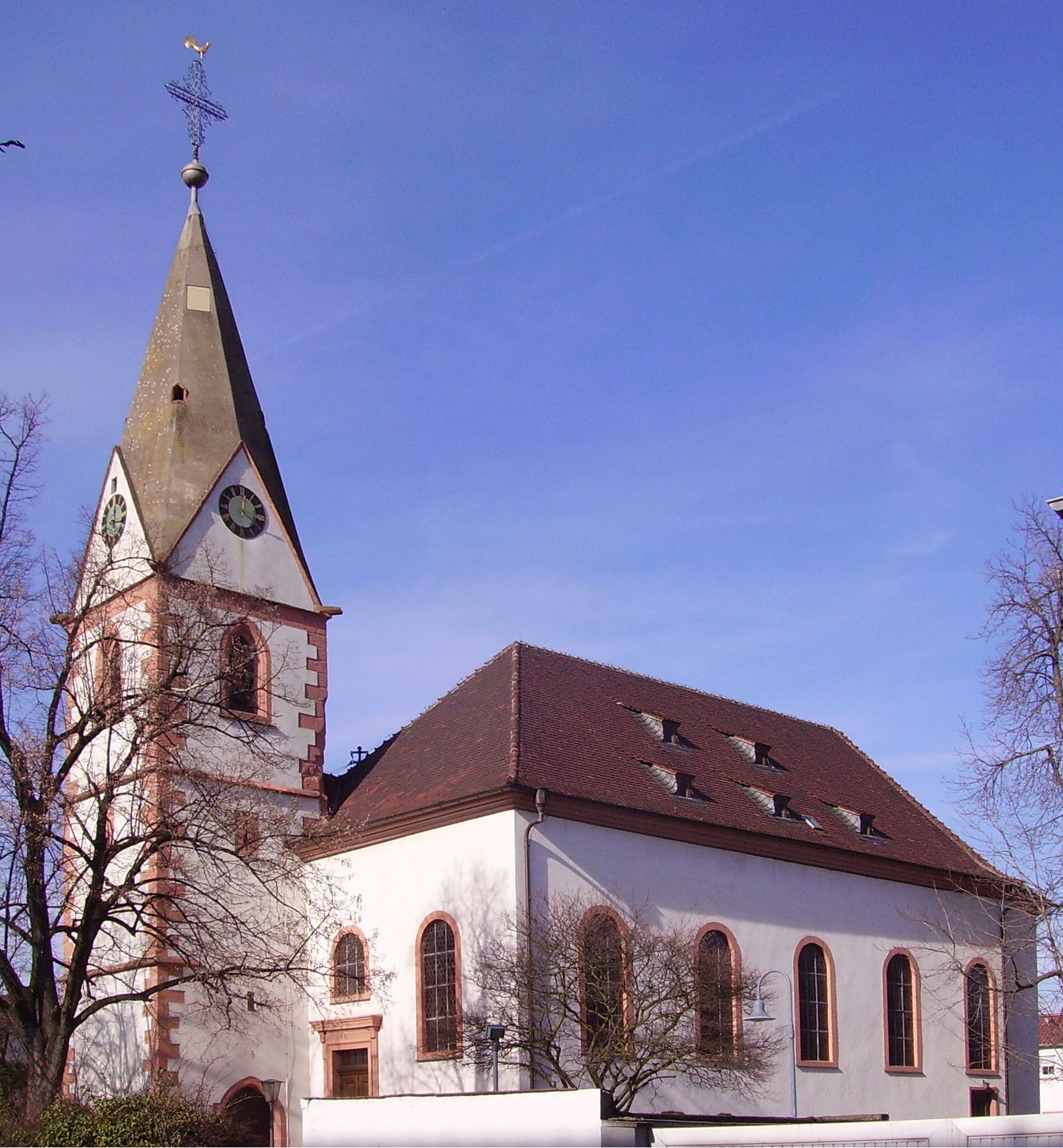
Paul-Gerhardt-Kirche

Die Paul-Gerhardt-Kirche ist eine evangelische Kirche im Ludwigshafener Stadtteil Rheingönheim. Sie wurde im 18. Jahrhundert erbaut. Der Turm stammt aus dem 13. Jahrhundert. Er ist das älteste erhaltene Bauwerksteil einer Kirche in Ludwigshafen am Rhein.

## Geschichte
Rheingönheim wurde 831 erstmals im Goldenen Buch der Abtei Prüm erwähnt. Die St. Sixtus geweihte Kirche wird erstmals 1204 genannt, als Rheingönheim aus der Mutterpfarrei Altrip herausgetrennt wurde. Die Ortsherrschaft übten die Herren von Hirschhorn als Lehen der Wild- und Rheingrafen aus. 1556 führten die Hirschhorner die Reformation ein. Ab 1699, mittlerweile gehörte Rheingönheim zur Kurpfalz, wurde die Kirche von Protestanten und Katholiken simultan genutzt. Nunmehr war der Kirchenpatron St. Gallus. Das Simultaneum wurde erst 1890 gelöst, als die Katholiken ausbezahlt wurden.
Die alte Kirche brannte 1708 nieder, wurde aber sofort wiederaufgebaut. Ihre heutige Gestalt erhielt sie 1792, als die Rheingönheimer bis auf den Turm eine neue Kirche erbauten. 1892 wurde sie renoviert. Im Zweiten Weltkrieg brannte das Kirchenschiff 1943 völlig aus. Bis 1952 war die Kirche wiederaufgebaut. Zwischen 1954 und 1957 wurde die Inneneinrichtung beschafft. 1989 wurde die Kirche nach dem Kirchenlieddichter Paul Gerhardt benannt.

## Beschreibung

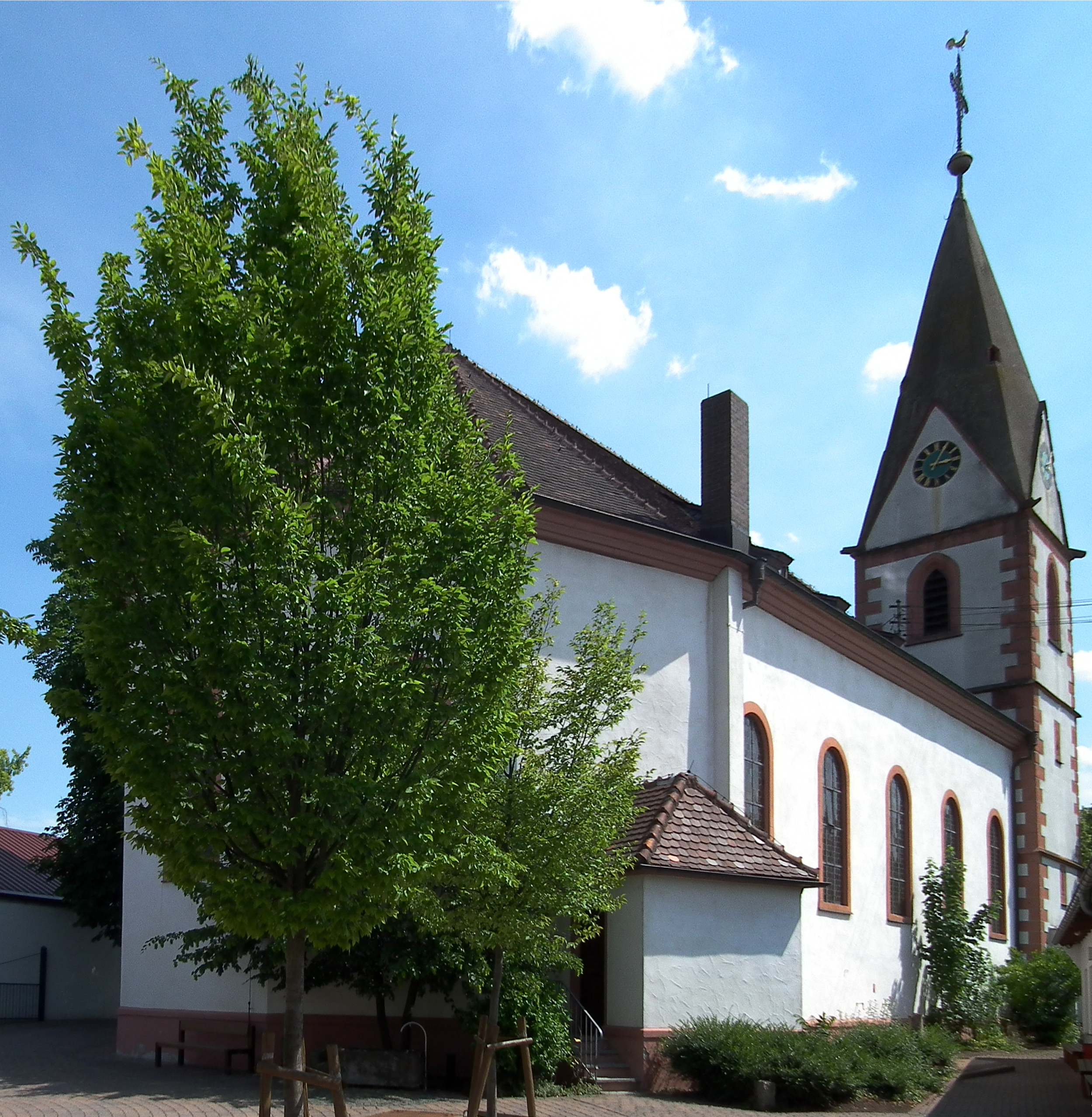
Ansicht von Norden

Die Paul-Gerhardt-Kirche steht im Zentrum von Rheingönheim. Seitlich vor der Front befindet sich der spätgotische, 31 Meter hohe Turm. Die klassizistische Kirche ist ein fünfseitig geschlossener Saalbau. Bedeckt ist sie mit einem Walmdach. Die Fenster gestaltete 1952 Erhardt Klonk.

### Geläut
Das Geläut besteht aus drei Stahlglocken, die 1948 der Bochumer Verein goss:
| Ø (mm) | kg    | Ton  |
| ------ | ----- | ---- |
| 1.605  | 1.820 | dis1 |
| 1.350  | 1.028 | fis1 |
| 1.070  | 518   | ais1 |

### Orgel
Die Orgel wurde nach dem Wiederaufbau der Kirche 1955 von G. F. Steinmeyer & Co. (Oettingen) mit mechanischen Trakturen als Ersatz für die 1943 durch Bombenangriffe zerstörte Walcker-Orgel von 1903 gebaut. Sie verfügt über 27 Register auf zwei Manualen und Pedal. Ihre Windladen sind als Schleifladen ausgeführt. Die Disposition lautet:
| I Hauptwerk C–g3 |            |        |
| 1.               | Quintadena | 16′    |
| 2.               | Prinzipal  | 08′    |
| 3.               | Rohrflöte  | 08′    |
| 4.               | Oktav      | 04′    |
| 5.               | Spitzflöte | 04′    |
| 6.               | Quint      | 2 ⁄3′  |
| 7.               | Oktav      | 02′    |
| 8.               | Terz       | 1 3⁄5′ |
| 9.               | Mixtur IV  | 1 ⁄3′  |
| 10.              | Cymbel III | 01⁄2′  |
| 11.              | Trompete   | 08′    |
|                  | Tremulant  |        |

| II Rückpositiv C–g3 |              |       |
| 12.                 | Gedackt      | 8′    |
| 13.                 | Salizional   | 8′    |
| 14.                 | Prinzipal    | 4′    |
| 15.                 | Koppelflöte  | 4′    |
| 16.                 | Sifflöte     | 2′    |
| 17.                 | Quint        | 1 ⁄3′ |
| 18.                 | Scharff IV–V | 1′    |
| 19.                 | Vox Humana   | 8′    |
|                     | Tremulant    |       |
|                     | Cymbelstern  |       |

| Pedal C–f1 |               |       |
| 20.        | Principalbaß  | 16′   |
| 21.        | Subbaß        | 16′   |
| 22.        | Oktavbaß      | 08′   |
| 23.        | Gedacktpommer | 08′   |
| 24.        | Oktavbaß      | 04′   |
| 25.        | Hintersatz IV | 2 ⁄3′ |
| 26.        | Posaune       | 16′   |
| 27.        | Trompete      | 04′   |

- Koppeln: II/I, I/P, II/P